# Albert Lord
Albert Bates Lord (1912-1991) es un profesor de literatura eslava y literatura comparada de la Universidad de Harvard, famoso por sus estudios sobre literatura épica oral tradicional.
Tras la prematura muerte de su amigo y compañero en esos estudios, Milman Parry, continuó la investigación de éste. Lord es el autor del libro The Singer of Tales (El cantor de cuentos), publicado por primera vez en 1960. Fue reeditado para su cuadragésimo aniversario con un disco compacto para facilitar la comprensión de las referencias auditivas que se discuten en el texto. Su esposa, Mary Louise Lord, completó y editó sus manuscritos en una secuela póstuma (1995): The Singer Resumes the Tale (El cantor reanuda el cuento), en la cual se apoyan, corroboran y amplían las conclusiones iniciales del primer libro.
Albert Lord demostró en qué forma varias de las más grandes y antiguas obras épicas de Europa y de Asia eran herederas de una tradición; no solo de una actuación oral, sino también de una composición oral. Argumentó fuertemente por la total división de los autores iletrados de los poemas épicos homéricos y los escribas que luego los pusieron por escrito, proponiendo que los textos que se conservan son la transcripción de auditor de un solo momento de relato de la historia. La historia en sí misma no tiene un texto definitivo, sino que consta de innumerables variantes, cada una improvisada por el relator en el acto mismo de relatarla a partir de un reservorio mental de fórmulas verbales, constructos temáticos e incidentes narrativos. Esta improvisación es en mayor grado inconsciente: los narradores épicos creen que cuentan la historia fielmente, tal como les ha sido transmitida, incluso a pesar de que el relato pueda diferir en forma substancial de un día a otro y de un narrador a otro.
Lord no solo estudió las grabaciones en terreno de poemas yugoslavos y bosnios cantados con acompañamiento de guzla y la épica de Homero, sino también Gilgamesh, Beowulf, el Cantar de Roldán y las baladas infantiles angloescocesas. En el conjunto de estas tradiciones narrativas, encontró fuertes coincidencias concernientes a la composición oral de la narrativa tradicional.

### De Lord
- LORD, Albert B.: The Singer of Tales. Cambridge (Massachusetts), Harvard University Press, 1960.
- LORD, Albert B.: Oral Composition and 'Oral Residue' in the Middle Ages (Composición oral y "residuo oral" en la Edad Media, en Oral Tradition in the Middle Ages (La tradición oral en la Edad Media), ed. de W. F. H. Nicolaisen,[3],Binghamton (Nueva York), Medieval & Renaissance Texts & Studies, 1995, pp. 7-29.

### Sobre Lord
- MILES FOLEY, John:[4] Albert Bates Lord (1912-1991): An Obituary (Obituario de A. B. L.), en Journal of American Folklore, 105 (1992), pp. 57-65.